# Csepreg
Csepreg – miasto na Węgrzech, w komitacie Vas, siedziba władz powiatu Csepreg.